# Cavalry FC
Der Cavalry Football Club ist ein kanadisches Fußball-Franchise aus Calgary, Alberta. Es wurde am 5. Mai 2018 gegründet und spielt aktuell in der Canadian Premier League; dies ist die höchste Spielklasse Kanadas.

## Geschichte
Der Cavalry FC wurde am 5. Mai 2018 gegründet. Am 17. Mai 2018 erhielt er die Lizenz für die erste Saison der Canadian Premier League. Er beendete die reguläre Saison als Erster, unterlag aber in den Canadian Premier League Finals dem Forge FC, nachdem sie beide Partien mit 0:1 verloren. 2024 gewann das Franchise zum ersten Mal die Meisterschaft in der Premier League. In derselben Saison errang der deutsche Cavalry-Stürmer Tobias Warschewski außerdem den Golden Boot des erfolgreichsten Torschützen.